# Schizochilus lepidus
Schizochilus lepidus är en orkidéart som beskrevs av Victor Samuel Summerhayes. Schizochilus lepidus ingår i släktet Schizochilus och familjen orkidéer. Inga underarter finns listade i Catalogue of Life.